# Willughbeieae
Willughbeieae je tribus zimzelenovki (Apocynaceae), dio potporodice Rauvolfioideae. Podijeljen je na 4 podtribusa. Tipični rod je Willughbeia sa 17 vrsta iz Indije, Malezije, Šri Lanke, Anadamana i Nikobara.

## Podtribusi
1. Leuconotidinae Pichon ex Leeuwenb.
2. Lacmelleinae Pichon ex Leeuwenb.
3. Willughbeiinae A.DC.
4. Landolphiinae K.Schum.